# Raveniola alpina
Espèce
Raveniola alpina est une espèce d'araignées mygalomorphes de la famille des Nemesiidae.

## Distribution
Cette espèce est endémique du Yunnan en Chine,. Elle se rencontre vers Shangri-La.

## Description
Le mâle holotype mesure 14,50 mm.

## Publication originale
- Li & Zonstein, 2015 : Eight new species of the spider genera Raveniola and Sinopesa from China and Vietnam (Araneae, Nemesiidae). ZooKeys, no 519, p. 1-32 (texte intégral).